# بدمرود (شاخن)
بدمرود (بالفارسية: پدمرود) هي مستوطنة تقع في إيران في قسم شاخن الريفي. يقدر عدد سكانها بـ 79 نسمة .